# Skin Pharmacology and Physiology
Skin Pharmacology and Physiology, abgekürzt Skin Pharmacol. Physiol., ist eine wissenschaftliche Fachzeitschrift, die vom Karger-Verlag veröffentlicht wird. Die Zeitschrift wurde 1988 unter dem Namen Skin Pharmacology gegründet. Im Jahr 1998 wurde der Name auf Skin Pharmacology and Applied Skin Physiology erweitert und 2004 auf den derzeitigen Namen verkürzt. Die Zeitschrift ist ein Publikationsorgan der Gesellschaft für Dermopharmazie. Sie erscheint mit sechs Ausgaben im Jahr. Es werden Arbeiten veröffentlicht, die sich mit der Pharmakologie und Physiologie der Haut beschäftigen.
Der Impact Factor lag im Jahr 2014 bei 2,366. Nach der Statistik des ISI Web of Knowledge wird das Journal mit diesem Impact Factor in der Kategorie Pharmakologie und Pharmazie an 127. Stelle von 254 Zeitschriften und in der Kategorie Dermatologie an 15. Stelle von 62 Zeitschriften geführt.